# 本田明
本田 明（ほんだ あきら、1900年10月15日 - 1965年7月3日）は、日本の実業家。帝拳プロモーション元会長、日本プロボクシング協会（旧・日本ボクシング協会）初代会長を務め、ボクシング界の天皇と言われた。

## 人物・経歴
衆議院議員を務めた本田義成の長男。大正期に立教大学に入学し、同級生の荻野貞行（日本ボクシングの母）と親交を深める。
1926年（大正15年）7月に、荻野貞行が上海へ無断遠征したことで渡辺勇次郎が率いる日本拳闘倶楽部から破門されたことにより、荻野は神戸銀行頭取の樽谷公一を担いで東京拳闘会（現・東拳ボクシングジム）を設立した後、程なくして新橋駅近くに新たに「帝国拳闘協会拳道社」（現・帝拳プロモーション）を設立する。この時、実業家だった荻野の父・荻野卓造の親友であった田邊宗英（後の日本ボクシングコミッション初代コミッショナー）が初代会長に就任し、師範に荻野、助師範に佐藤東洋、滝沢吉助、吉本武雄が就き、本田はマネージャーとして参加した。
1942年（昭和17年）に帝国拳闘協会拳道社会長の田邊が後楽園スタヂアム（現・東京ドーム）の社長になると、マネージャーであった本田が2代目会長に就任し、終戦翌年の1946年（昭和21年）に「帝拳株式会社」として法人化し、ジム名を「王子拳道会」とした。
同年1946年（昭和21年）7月8日に、28のボクシングジム（クラブ）が集まり、「日本拳闘協会」を発足させ、日本のボクシング界は復興を果たすが、1947年（昭和22年）には戦後最初の日本チャンピオン決定戦が開催される。
1948年（昭和23年）には、本田明は日本拳闘協会の理事長となり、常任理事には堀口恒男（ピストン堀口）、玄海男、林国治が就く体制となったが、程なくして不満分子らが別途「全日本ボクシング連盟」を組織して脱退してしまう。
日本拳闘協会と全日本ボクシング連盟の両組織の対立は紆余曲折を経て、翌1949年（昭和24年）の暮になって解消され、総会における決議で新たに「東日本ボクシング協会」の名でスタートを切ることとなり、理事長に本田明が就任した。これを母体として、後に「全日本ボクシング協会」が発足する。
1952年（昭和27年）となり、白井義男が世界フライ級タイトルに挑むのを機に、世界のプロボクシング興行の標準であるコミッショナー制に基づく日本のプロボクシングを統括する組織の設立が求められ、1952年4月21日に、日本ボクシングコミッション（JBC）が設立される。この時、東日本ボクシング協会理事長を務めていた本田が、田邊宗英をコミッショナーに推薦した。これを機に全日本ボクシング協会はその任務を終えたとして一旦解散した。
1954年（昭和29年）には、ジム名を王子拳道会から現在の「帝拳ジム」とする。
白井義男が世界フライ級タイトルを奪取してから5年後の1957年（昭和32年）、業界内に「プロモーター協会」が発足し、続いて「マネージャー協会」「オーナークラブ」等が結成される。これらは1962年（昭和37年）4月に「日本ボクシング協会」の名称のもとに再び合同化され、JBC設立にともなって解散していた協会が10年ぶりに再編された。初代会長には帝拳ジム会長の本田明が就任し、副会長に岡本不二（不二拳会長）、小高伊和夫（極東拳代表）、専務理事に中村信一（中村拳会長）、笹崎タケシ（笹崎拳会長）、事務局長に岩橋清次（興伸ジム代表）という陣容であった。
1965年（昭和40年）に本田明は亡くなるが、帝拳ジムの後継には、息子の本田明彦が跡を継いだ。引き継いだ時、明彦は17歳であったことから、当時の実質的な経営は1948年に帝拳に入社していた長野ハルが進めた。
本田明は、その辣腕ぶりからボクシング界の天皇として知られ、前に出る攻撃的なスタイルを好んだと言われる。
2000年（平成12年）には、本田明が初代会長を務めた日本ボクシング協会は「日本プロボクシング協会」（JPBA）に改称している。